# ولیکا پیرشیکا
ولیکا پیرشیکا (به لاتین: Velika Pirešica) یک زیستگاه انسانی در اسلوونی است که در Lower Styria واقع شده‌است.

## خصوصیات
ولیکا پیرشیکا ۳٫۰۹ کیلومترمربع مساحت و ۴۰۰ نفر جمعیت دارد و ۲۷۶٫۸ متر بالاتر از سطح دریا واقع شده‌است.